# Agroleśnictwo

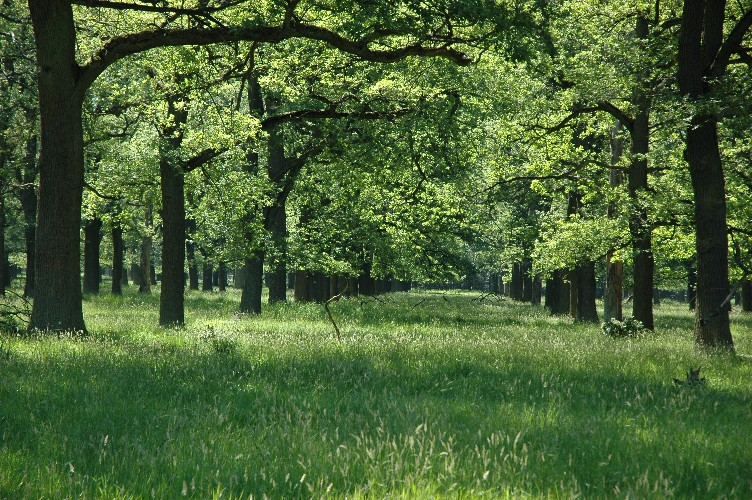
Las pastwiskowy

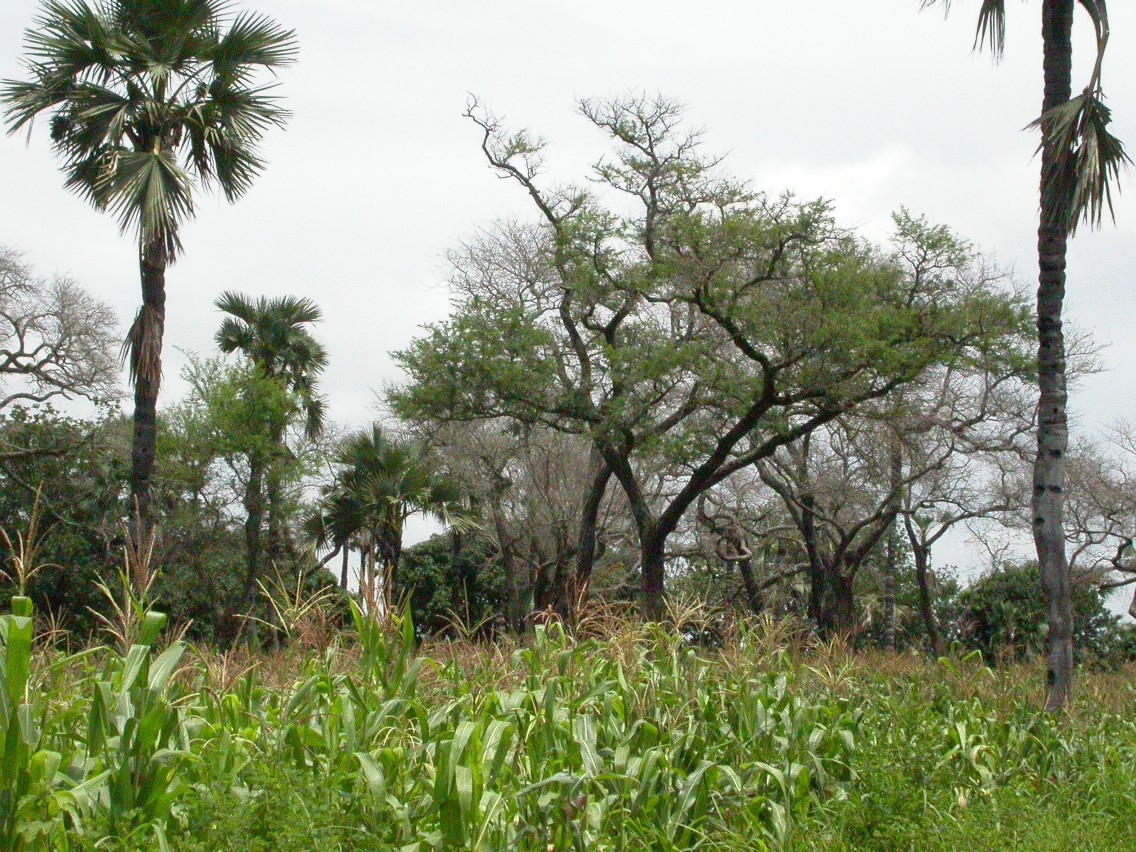
Przykład agroleśnictwa w Burkina Faso: kukurydza wśród palm (Borassus akeassii) uprawianych dla owoców oraz akacji (Faidherbia albida) będących źródłem środka przeciwko malarii

Agroleśnictwo – sposób użytkowania ziemi łączący pielęgnację drzew i krzewów leśnych z działalnością agro- i zootechniczną na tym samym terenie, uwzględniający jednocześnie lub w następujących po sobie okresach ekonomiczne, ekologiczne i kulturowe funkcje tego terenu. Wielofunkcyjne agroleśnictwo wykorzystuje się do wdrażania zrównoważonego rozwoju.